# دستگاه عصبی محیطی

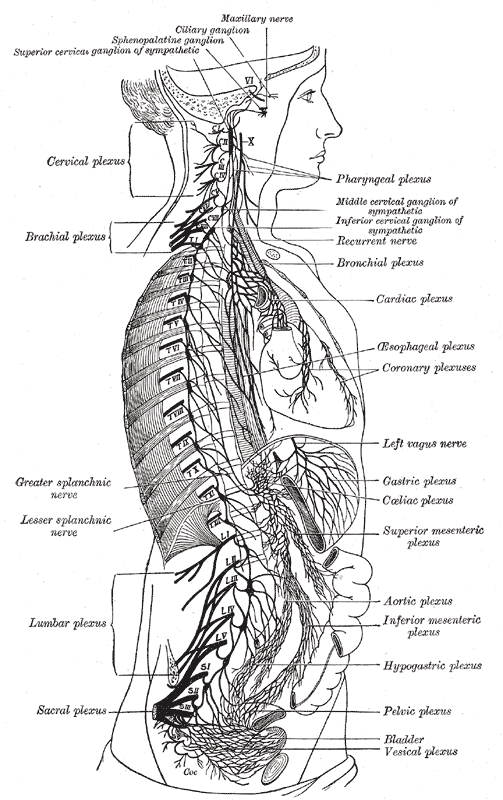
پراکنش دستگاه عصبی محیطی

دستگاه عصبی پیرامونی یا سامانه عصبی پیرامونی یا دستگاه عصبی محیطی (PNS) یا (peripheral nervous system) بخشی از دستگاه عصبی است که  مغز و نخاع را به سایر قسمت های بدن متصل میکند. دستگاه عصبی پیرامونی در برگیرنده ۴۳ جفت عصب است که ۱۲ جفت به مغز و ۳۱ جفت به نخاع وصل است و به دو بخش سامانه عصبی خودگردان (خودمختار) و سامانه عصبی سوماتیک (ارادی) تقسیم می‌شود.
دستگاه عصبی پیرامونی شبکه گسترده‌ای از رشته‌های عصبی نخاعی و مغزی است که به مغز و نخاع متصل می‌باشند. این دستگاه دربرگیرنده سامانه عصبی پیکری (سوماتیک)، سامانه عصبی خودگردان و گیرنده‌های حسی است که به پردازش تغییرات پیرامون درونی و بیگانه کمک می‌کنند. این اطلاعات از طریق رشته‌های عصبی حسی درونی به رشته‌های عصبی مرکزی گسیل می‌شود.
سامانه عصبی خودگردان (رشته‌های عصبی خودمختار سمپاتیک، پاراسمپاتیک و احشایی) کنترل غیرارادی اندام‌های درونی، رگ‌ها، ماهیچه‌های قلبی و ماهیچه‌های صاف را بر دوش دارند. رشته‌های عصبی سوماتیک (پیکری) حس و حرکت ارادی پوست، استخوان‌ها، مفصل‌ها و ماهیچه‌های استخوانی را بر عهده دارند.
دستگاه عصبی پیرامونی مسیر ارتباطی بین دستگاه عصبی مرکزی و بقیه بدن می‌باشد که با تحریکات عصبی فعالیت‌های بدن را تنظیم می‌کند.

## اعصاب مغزی در دستگاه عصبی محیطی
از دوازده زوج عصب مغزی، زوج یکم (عصب بویایی) و دوم (عصب بینایی) جزو دستگاه عصبی مرکزی هستند.
دوازده زوج عصب مغزی عبارتند از:
1. عصب بویایی
2. عصب بینایی
3. عصب اوکولوموتور برای نگاه کردن به اطراف (حرکات عضلات چشم)
4. عصب تروکله آر برای حرکت دادن ماهیچهٔ مایل فوقانی چشم
5. عصب تری ژمینال برای احساس تماس روی صورت
6. عصب ابدوسنس برای حرکت دادن ماهیچهٔ رکتوس خارجی چشم
7. عصب چهره‌ای (فاسیال) برای خندیدن، چشمک زدن و برای کمک به چشایی
8. عصب وستیبولوکوکله آر برای کمک به حفظ تعادل، سکون و شنیدن
9. عصب گلوسوفارنژیال برای بلعیدن و قورت دادن
10. عصب واگ برای بلعیدن، صحبت کردن، فعالیت‌های پاراسمپاتیک و هاضمه
11. عصب نخاعی فرعی (اکسسوری) برای بالا انداختن شانه‌ها
12. عصب هایپوگلوسال برای تقسیم بیشتر زبان به ناحیه‌های ماهیچه‌ای

از این ۱۲ عصب ۱۰ تای آن‌ها از ساقه مغز آغاز می‌شوند، و به استثنای چند مورد، بیشتر کنترل فعالیت سازه‌های آناتومی سر را به عهده دارند. عصب شماره ۱۰ اطلاعات حسی درونی را از شکم و سینه دریافت می‌کند و عصب شماره ۱۱ مسئول عصب‌دهی به ماهیچه‌های استرنوکلیدوماستوئید و تراپزیوس می‌باشد.

## اعصاب نخاعی در دستگاه عصبی محیطی
۳۱ جفت عصب نخاعی در انسان وجود دارد که از نخاع منشعب می‌گردند.
همچنین ببینید:اعصاب نخاعی

## عصب محیطی در دستگاه عصبی محیطی
اعصاب نخاعی و مغزی، اعصاب محیطی مربوط به خود را جهت انتشار به اندام‌های فوقانی و تحتانی، تنه و سر و گردن به وجود می‌آورند. به عنوان نمونه اعصاب نخاعی شبکه‌های عصبی زیر را ایجاد می‌کنند:
- شبکه گردنی
- شبکه بازویی
- شبکه کمری
- شبکه خاجی

از شبکه‌های عصبی فوق، اعصاب محیطی ایجاد می‌شوند که به اندام‌های هدف مربوطه می‌روند.
یک عصب محیطی ممکن است حسی، حرکتی یا حسی-حرکتی باشد. اعصاب محیطی اندام‌های فوقانی و تحتانی حاوی رشته‌های عصبی سمپاتیک نیز هستند. عصب واگ که یک عصب محیطی حسی-حرکتی است به تنهایی دارای ۷۵٪ رشته‌های پاراسمپاتیک است. عصب فرعی (زوج یازدهم مغزی) فقط یک عصب محیطی حرکتی است. عصب رادیال یک عصب محیطی بوده که علاوه بر رشته‌های حسی و حرکتی حاوی رشته‌های عصبی سمپاتیک است.
همچنین ببینید:عصب محیطی